# نیروی دریایی فرانسه
نیروی دریایی فرانسه (به انگلیسی: French Navy) بخشی از نیروهای مسلح فرانسه در بخش دریایی است که در سال ۱۶۲۴ بنیان گذاشته شده و نقش مهمی در شکل‌گیری تاریخ استعمارگری فرانسه داشته‌است.